# Dan Pagis
Pour les articles homonymes, voir Pagis.

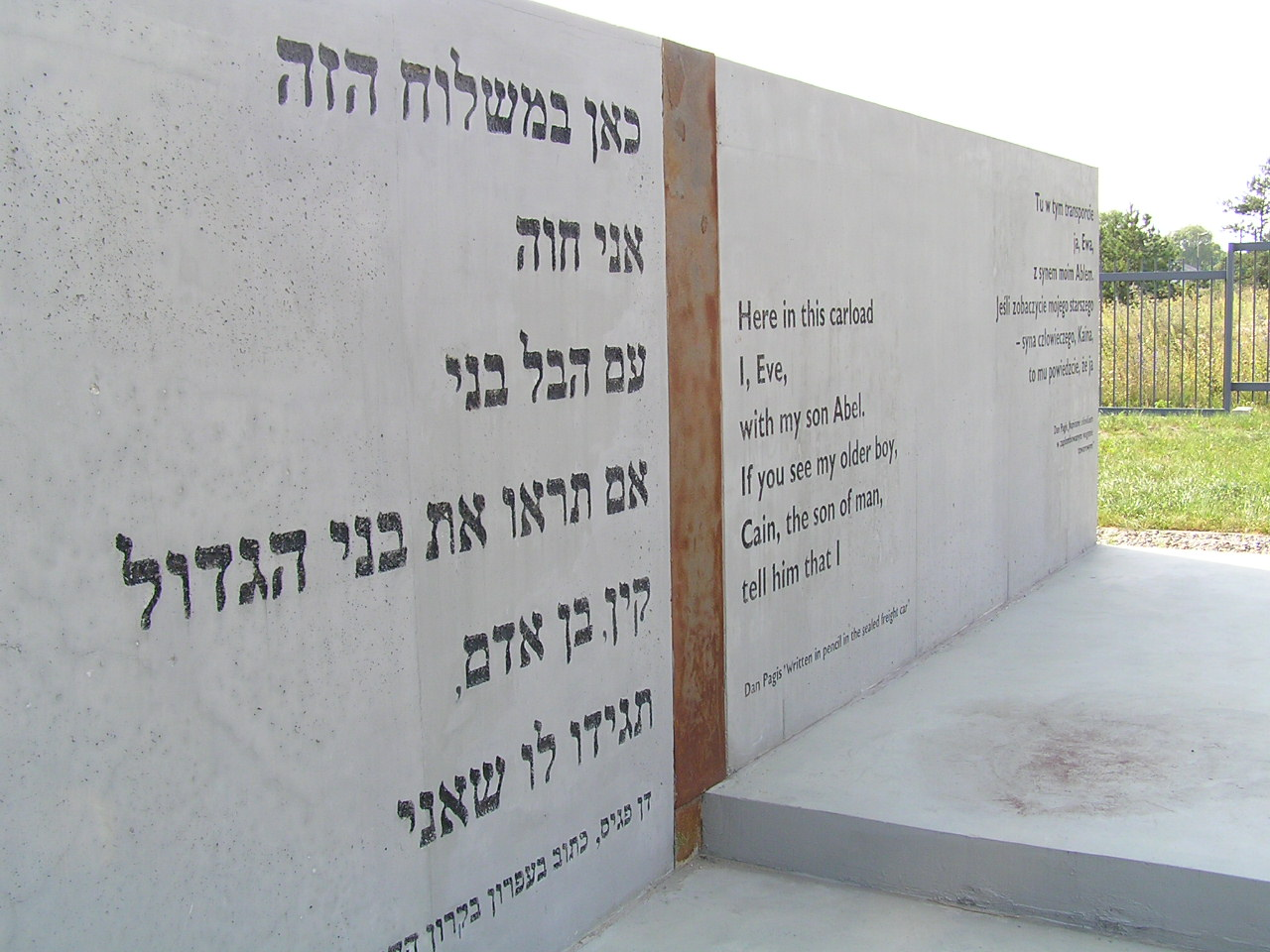
Le poème de Dan Pagis « Écrit au crayon dans le wagon scellé » inscrit en hébreu, anglais et polonais sur une stèle du mémorial du camp d'extermination de Bełżec.

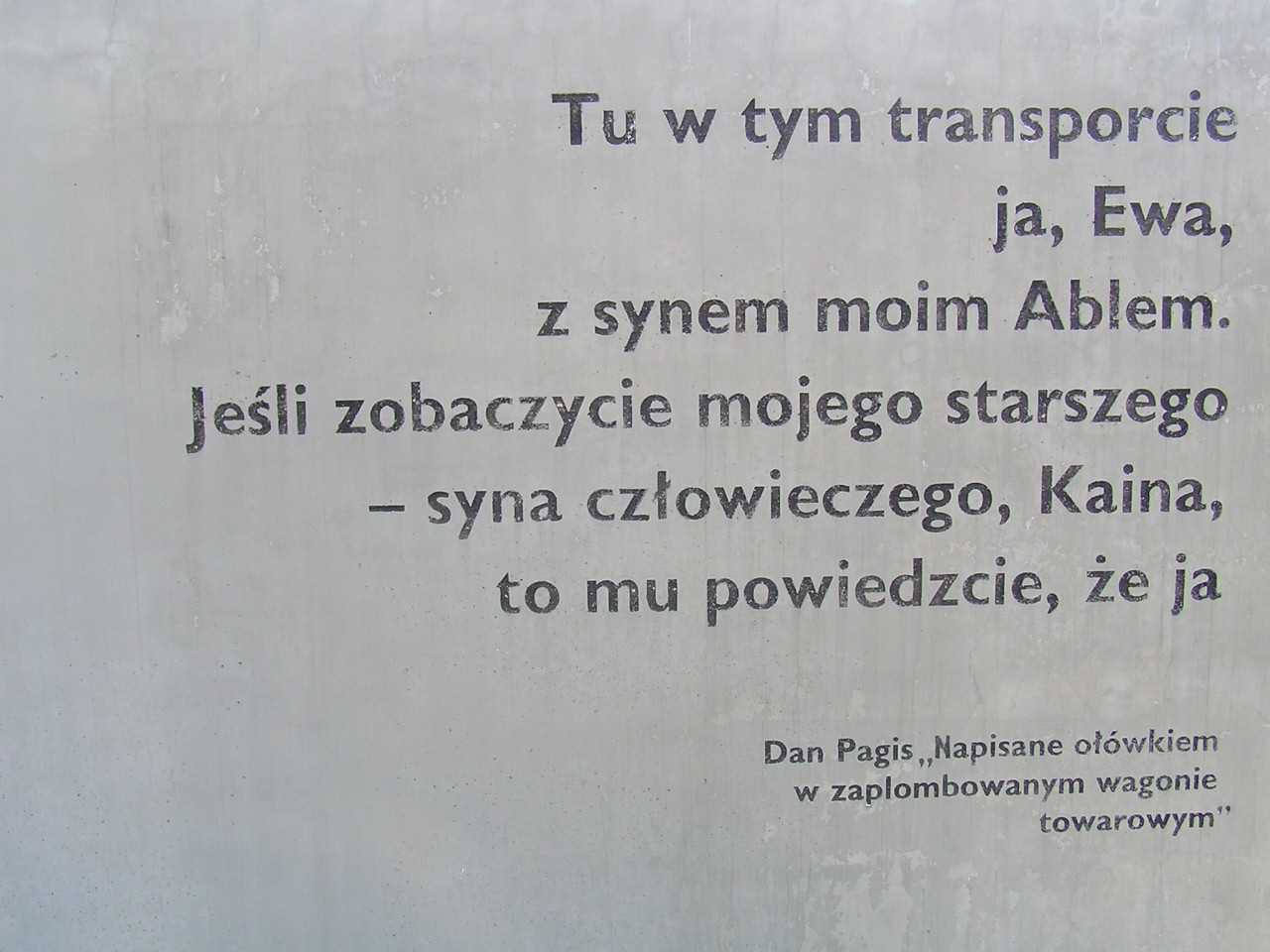
Texte de ce poème en polonais.

Dan Pagis (en hébreu : דן פגיס) (Rădăuţi, 16 octobre 1930 - Jérusalem, 29 juillet 1986)  est un poète israélien de langue hébraïque, figure de la littérature israélienne et auteur d'études sur la poésie juive profane de l'Espagne médiévale.
Dan Pagis est né en 1930 à Radautz en Bukovine, dans l'actuelle Roumanie. Il est déporté alors qu'il a l'âge de 11 ans pendant la Seconde Guerre mondiale dans un camp de concentration en Transnistrie, en Ukraine, d'où il s'échappe en 1944. Il parvient à gagner la Palestine mandataire en 1946. Il a enseigné dans un kibboutz avant d'obtenir une chaire de littérature hébraïque médiévale à l'université hébraïque de Jérusalem.
Dan Pagis publie son premier recueil de poésie, Sheon ha-Tsel (Le Cadran d'ombre), en 1959. En 1970 paraît Gilgul (Cycle ou Métamorphose) : huit recueils paraîtront en hébreu au total, ainsi que de nombreux poèmes séparés qui ont été traduits à l'étranger.
Parce qu'il est l'un des représentants en poésie de la littérature de la Shoah et qu'une partie de son œuvre fait référence à l'Holocauste, certains commentateurs ont salué en Dan Pagis le « poète de l'inexprimable ». D'autres  soulignent l'influence sur son œuvre de l'ensemble de ses travaux universitaires, notamment de ses études des textes poétiques médiévaux ibériques.
Au mémorial de Yad Vashem, un wagon rappelle la mémoire des millions de juifs parqués dans des wagons expédiés à travers toute l'Europe vers les camps d'extermination. Devant ce wagon est gravée, en anglais et en hébreu, une inscription de Dan Pagis : « Ici dans ce wagon plombé, moi, Ève avec mon fils Abel. Si vous voyez mon fils aîné, Caïn fils de l'Homme, dites-lui que je »